# Odyssey of the Mind
Odyssey of the Mind (oft auch OotM oder OM genannt) ist ein Kreativwettbewerb für Kinder, Schüler und Studenten. Mannschaftsmitglieder arbeiten über einen längeren Zeitraum zusammen, um eine vorgegebene Aufgabe (die Langzeitaufgabe) zu lösen. Sie präsentieren ihre Lösung bei einem Wettkampf, währenddessen außerdem eine Spontanaufgabe gelöst werden muss.

## Ziele
Odyssey of the Mind schafft Gelegenheiten zum Lösen von kreativen Aufgaben und ermutigt zu eigenständigem und divergentem Denken. Das Programm fördert Kreativität, indem es Mannschaften herausfordert, divergente Aufgaben zu lösen, d. h. solche mit mehr als einer Lösung. Durch das Arbeiten in Mannschaften lernen die Teilnehmer Teamwork, Wertschätzung und Verständnis für andere, und dass eine Gruppe mehr Ideen produzieren kann als ein Einzelner. Sie entwickeln einen Sinn für Selbstachtung und Respekt vor anderen durch vorbereitende Übungen wie Brainstorming und Rollenspiele. Bei der Aufgabenlösung entwickeln die Schüler außerdem ihre handwerklichen, künstlerischen, sprachlichen und technischen Fähigkeiten.
Obwohl das höchste Ziel der meisten Mannschaften die Präsentation ihrer Aufgabenlösung bei einem offiziellen Wettkampf ist, ist dies keine Bedingung für die Teilnahme. Der Zweck des Programms ist es, Schülern ein aufregendes Lernerlebnis zu verschaffen, das herausfordernd und amüsant ist.
Odyssey of the Mind fördert damit eine große Bandbreite an Fähigkeiten und ergänzt dadurch die offiziellen Lehrpläne.

## Entstehungsgeschichte
Odyssey of the Mind wurde 1978 von Prof. Dr. Samuel C. Micklus in den USA begründet. Aus einem Programm, an dem sich anfangs wenige Mannschaften von Schülern und Studenten aus dem Bundesstaat New Jersey beteiligten, wurde in 25 Jahren ein internationales Programm, an dem Mannschaften aus Schulen und Universitäten aller fünf Kontinente teilnahmen. In mehr als 30 Jahren hat Odyssey of the Mind Millionen von Kindern und Jugendlichen in aller Welt erreicht. Es ist damit das umfangreichste nichtstaatliche internationale Bildungsprogramm.

## Arten von Aufgaben
Es gibt Langzeit- und Spontanaufgaben. Während sich die Mannschaften auf die Präsentation der Lösung zu einem der Langzeitaufgaben über mehrere Monate bis zum Wettkampf vorbereiten können, erfahren sie die Spontanaufgabe erst vor Ort und müssen sie innerhalb weniger Minuten lösen. Sie können aber allgemein das Lösen von Spontanaufgaben üben, was ihnen oftmals sehr viel Spaß macht.

### Spontan
Es gibt drei verschiedene Arten von Spontanaufgaben.
1. Bei verbalen Spontanaufgaben müssen die Mannschaften kreative Kommentare zu einem Bild, einem Satz oder einer Situation geben. Gewöhnliche Antworten werden mit einem Punkt bewertet, kreative mit drei oder fünf Punkten. Die Mannschaftsmitglieder dürfen während der Lösung nicht miteinander sprechen.
2. „Hands-on“-Spontanaufgaben erfordern es, dass die Mannschaft in kurzer Zeit aus gewöhnlichen Materialien etwas baut, das gewissen Anforderungen entspricht. Die Mannschaft wird bewertet, wie kreativ das Ergebnis ist, wie gut sie zusammengearbeitet hat und wie gut die Anforderungen erfüllt sind.
3. Gemischte Aufgaben enthalten eine manuelle und eine verbale Komponente. Oftmals sind die Teile getrennt, zum Beispiel muss erst etwas gebaut werden, zu dem später kreative Kommentare abgegeben werden.

### Langzeit
1. Die Fahrzeugaufgabe: Die Mannschaften müssen ein großes Fahrzeug (auf dem ein Mannschaftsmitglied fahren kann) oder mehrere kleine Fahrzeuge bauen und einen Parcours absolvieren. Die Aufführung steht stets unter einem bestimmten Thema, welches die Mannschaft ausarbeiten kann.
2. Die gemischte Aufgabe: Die Mannschaften müssen technische Geräte bauen, die bestimmte vorgegebene Anforderungen erfüllen. Dies wird in ein Theaterstück eingebaut, das immer unter einem bestimmten Thema steht. Oftmals sollen die Aufführungen humorvoll sein.
3. Die klassische Aufgabe: Hierbei behandeln die Mannschaften in jedem Jahr ein geschichtliches, literarisches oder kunstgeschichtliches Thema. So muss etwa die Geschichte kreativ umgeschrieben werden, indem für historische Ereignisse alternative Erklärungen erfunden werden. Es kann auch sein, dass Kunstwerke reproduziert werden müssen. Jedes Jahr eine neue Überraschung.
4. Die Strukturaufgabe: In dieser Aufgabe müssen die Mannschaften eine Struktur aus Balsaholz-Stäben und Leim bauen, die dann getestet wird, wie viele Gewichte sie hält. Die Anforderungen sind jedes Jahr unterschiedlich. Der Rekord liegt bei über 1000 kg auf einer 15 Gramm schweren Struktur.
5. Die Theateraufgabe: Die Mannschaften müssen meist ihre darstellerischen Fähigkeiten unter Beweis stellen. Es gibt weniger Einschränkungen und mehr Möglichkeiten. Der Kreativität wird noch mehr freien Lauf gelassen.

### Stil
Der Stil ist die Ausarbeitung der Aufgabenlösung. Hier werden Aspekte bewertet, die nicht in der Langzeitaufgabe gefordert werden, zum Beispiel ein Kostüm, ein Tanz oder ein Lied. Der Kreativität sind auch hier wenige Grenzen gesetzt. Die Wertung erfolgt zusammen mit der Langzeitaufgabe.

## Wettkampfstufen
Wettkämpfe werden auf regionaler, nationaler und internationaler Ebene abgehalten. Die Weltmeisterschaften finden jedes Jahr an einer Universität in den USA statt. Daneben existiert seit 1993 ein jährliches „Eurofest“, das jedes Jahr in einem anderen am Programm teilnehmenden europäischen Land gastiert.

## Odyssey of the Mind Deutschland e.V.
Odyssey of the Mind Deutschland e.V. ist die Organisation, die das Programm in Deutschland organisiert.
Odyssey of the Mind wurde von Karl-Ernst Plagemann nach Deutschland gebracht, er stellte 1991 die erste Mannschaft aus Schülern der Potsdamer Humboldt- und Helmholtzschule zusammen und führte sie im selben Jahr zu den Weltmeisterschaften in Knoxville (Tennessee). Ein Jahr später wurde Germany International als binationale Gesellschaft deutscher und US-amerikanischer (DoDDS) Schulen in Deutschland und Teil der Berlin-Brandenburgischen Auslandsgesellschaft e.V. gegründet. Plagemann wurde erster Direktor und blieb dies bis 2004. Danach, bis zur Gründung von Odyssey of the Mind Deutschland, war er Ehrendirektor von Germany International.
2012 wurden die deutschen Aktivitäten in einen eigenständigen Verein überführt. Die Ausrichtung der deutsche Finalwettkämpfe 2013 war eine erste Bewährungsprobe. Im gleichen Jahr wurde in Brandenburg mit fast 1.100 Teilnehmern das größte jemals veranstaltete Europafest mit Mannschaften aus vier Kontinenten ausgerichtet. Fast 70 ausschließlich ehrenamtliche Freiwillige waren an der Organisation beteiligt.
Die bisher größten Erfolge von deutscher Mannschaften waren der Gewinn eines Weltmeistertitels durch eine Mannschaft des Weinberg-Gymnasiums Kleinmachnow im Jahr 1996 und der Gewinn eines „Ranatra Fusca Creativity Awards“ durch eine Mannschaft der Ramstein High School im Jahr 1997. Bei den Weltmeisterschaften 2005 errang eine Mannschaft des Schiller-Gymnasiums Potsdam einen zweiten Platz, 2007 eine Mannschaft des Max-Reinhardt-Gymnasiums Berlin einen dritten Platz. Carola Gnadt, Leitungsmitglied und Leiterin der Dolmetschergruppe bei den Weltmeisterschaften, wurde dort 1999 mit einem „Outstanding Omer“ ausgezeichnet. Zuvor erhielt sie einen „Outstanding Omer“ und „Ranatra Fusca Award“ in Troizk (GUS) 1992.
Für seine Verdienste um die Verbreitung des Programms in Europa wurde Karl-Ernst Plagemann bei den Weltmeisterschaften 2001 mit dem „Spirit of Odyssey of the Mind Award“ geehrt, der höchsten Auszeichnung für Offizielle im Programm.